# Chaetocladius muliebris
Chaetocladius muliebris är en tvåvingeart som beskrevs av Tuiskunen 1986. Chaetocladius muliebris ingår i släktet Chaetocladius och familjen fjädermyggor.
Artens utbredningsområde är Norge. Arten har ej påträffats i Sverige. Inga underarter finns listade i Catalogue of Life.